# Valentin Kiwi
Der Valentin „Kiwi“ ist ein leichtes Segelflugzeug des ehemaligen Herstellers Valentin Flugzeugbau in Haßfurt.

## Geschichte
Thomas Fischer aus Landshut entwickelte einen nachrüstbaren TOP-Aufsatz mit einem Dreizylinder-König-Motor mit 24 PS und einer Dreiblatt-Faltluftschraube für die ASW 20 und den Grob G 102 Standard-Astir. Dabei saßen alle Antriebskomponenten incl. dem Dreizylinder-Sternmotor König SC430 in einer Gondel am Ende eines Schwenkarmes. Im eingefahrenen Zustand bildete diese Gondel einen Höcker auf dem Rumpfrücken. Das Antriebsaggregat selbst wog ca. 45 kg und konnte schnell montiert und demontiert werden. Valentin, der auch den Mistral-C herstellte, plante ein speziell auf das Klapptriebwerk zugeschnittenes Flugzeug auf der Basis des Mistral-C. Der Kiwi sollte deutlich leichter ausfallen als das vorgenannte Muster. So war z. B. der Leitwerksträger in Sandwichbauweise ausgeführt wie die Tragflächen. Auf diese Weise betrug die Leermasse des Kiwi nur 205 kg im Vergleich zu 260 kg beim Astir. Ansonsten war das Flugzeug völlig normal aufgebaut und ähnelte äußerlich etwas der Glasflügel 304. Auf ein einziehbares Rad wurde allerdings verzichtet. Die letzten 1992 hergestellten Muster wurden mit einem Einziehfahrwerk ausgestattet.

## Technische Daten
| Besatzung              | 1                                                          |
| Rumpflänge             | 6,80 m                                                     |
| Spannweite             | 15 m                                                       |
| Flügelfläche           | 11,03 m²                                                   |
| Flügelstreckung        | 20,4                                                       |
| Flügelprofil           | Wortmann FX61-163, am Flügelende FX60-126                  |
| Geringstes Sinken      | 0,58 m/s bei min. und 0,66 bei max. Flächenbelastung       |
| Gleitzahl              | 35 (38 ohne Top)                                           |
| Leermasse              | ca. 205 kg (250 kg mit Top)                                |
| max. Startmasse        | 380 kg                                                     |
| Flächenbelastung       | 24–34,5 kg/m²                                              |
| Triebwerk              | ein halbversenkbares Aufsetztriebwerk „Kiwi-Top“ mit 18 kW |
| Höchstgeschwindigkeit  | 240 km/h                                                   |
| Manövergeschwindigkeit | 160 km/h                                                   |
| Mindestgeschwindigkeit | 62–67 km/h                                                 |
| Segelflugindex         | 92                                                         |